# Biba (Endom)
Pour les articles homonymes, voir Biba.
Biba est un village du Cameroun situé dans la région du Centre, le département du Nyong-et-Mfoumou et la commune d'Endom.

## Population
En 1957, Biba comptait 191 habitants, principalement des Mbida-Mbani. Lors du recensement de 2005, on y dénombrait 235 personnes.